# Gare d’Aiguebelle
Gare d’Aiguebelle vasútállomás Franciaországban, Aiguebelle településen.

## Vasútvonalak
Az állomást az alábbi vasútvonalak érintik:
- Culoz–Modane-vasútvonal

## Kapcsolódó állomások
A vasútállomáshoz az alábbi állomások vannak a legközelebb:
- Gare d’Épierre - Saint-Léger
- Gare de Chamousset